# Дилджер, Хьюберт
Хьюберт Антон Казимир Дилджер (англ. Hubert Anton Casimir Dilger; 5 марта 1836 — 4 мая 1911) — американский военный немецкого происхождения, который стал знаменитым артиллеристом федеральной армии в годы гражданской войны. Известен, как один из лучших артиллеристов Потомакской армии. По мнению некоторых историков, именно снарядом батареи Дилджера был убит генерал Теннессийской армии Леонидас Полк. В 1893 году Дилджер получил Медаль Почета за умелые действия во время сражения при Чанселорсвилле.

## Ранние годы
Дилджер родился в селении Энген в немецком Шварцвальде, в семье Эдуарда и Эмелины Дуэрр Дилджер. Мать его вскоре умерла, и отец сдал Дилджера в приют, откуда его забрали дядя с тётей. Ему было 12 лет, когда в Германии произошла Революция 1848 года, и многие немцы бежали в Америку, включая некоторых родственников Дилджера.
Он прошел обучение в военной академии в Карлсруэ и служил лейтенантом баденской конной артиллерии, проходя службу в Готтесау, Карлсруэ и Растатте. Он разработал несколько оригинальных теорий боевого применения артиллерии, например, способы близкого сопровождения пехоты. В 1861 году в Америке началась гражданская война. Когда до Германии дошли новости о первом сражении при Булл-Ран, Дилджер понял, что конфликт между штатами превратился в настоящую войну. Его дядя Людвиг Дуэрр в это время жил в штатах и мог помочь с переездом. Дилджер взял отпуск и отплыл в Штаты.

## Гражданская война
Дилджер поселился в Цинциннати (штат Огайо) и поступил на службу в армию США, где 1 апреля 1862 года стал капитаном 1-го батальона вирджинской лёгкой артиллерии. Батальон числился в ополчении штата Западная Вирджиния и состоял из батареи горных гаубиц. Дилджер принял участие в кампании в долине Шенандоа, где отличился в сражении при Кросс-Кейсе. Его батарея удачно отбила атаку «Луизианских тигров».
Батальон числился в армии Джона Фримонта. Вскоре Дилджер стал командиром батареи «I» 1-го огайского полка легкой артиллерии. В то время этот полк числился в составе 1-го корпуса Северовирджинской армии, которым командовал Франц Зигель.